# Tom Van Arsdale
Thomas Arthur Van Arsdale, detto Tom (Indianapolis, 22 febbraio 1943), è un ex cestista statunitense, professionista nella NBA.
È il fratello gemello di Dick Van Arsdale.

## Carriera
Venne selezionato dai Detroit Pistons al secondo giro del Draft NBA 1965 (11ª scelta assoluta).
Con gli Stati Uniti ha disputato le Universiadi di Budapest 1965.

## Statistiche

### NBA

#### Regular Season
| Anno      | Squadra            | PG  | PT  | MP   | TC%  | 3P% | TL%  | RP  | AP  | PRP | SP  | PP   |
| --------- | ------------------ | --- | --- | ---- | ---- | --- | ---- | --- | --- | --- | --- | ---- |
| 1965-1966 | Detroit Pistons    | 79  | -   | 25,8 | 37,4 | -   | 72,1 | 3,9 | 2,6 | -   | -   | 10,5 |
| 1966-1967 | Detroit Pistons    | 79  | -   | 27,0 | 39,1 | -   | 78,4 | 4,3 | 2,4 | -   | -   | 12,2 |
| 1967-1968 | Detroit Pistons    | 50  | -   | 16,6 | 37,1 | -   | 74,3 | 2,6 | 1,6 | -   | -   | 6,6  |
| 1967-1968 | Cincinnati Royals  | 27  | -   | 25,3 | 40,8 | -   | 75,0 | 3,4 | 2,8 | -   | -   | 10,4 |
| 1968-1969 | Cincinnati Royals  | 77  | -   | 39,7 | 44,4 | -   | 74,7 | 4,6 | 2,7 | -   | -   | 19,4 |
| 1969-1970 | Cincinnati Royals  | 71  | -   | 35,8 | 45,1 | -   | 77,4 | 6,5 | 2,2 | -   | -   | 22,8 |
| 1970-1971 | Cincinnati Royals  | 82  | -   | 38,4 | 45,6 | -   | 72,1 | 6,1 | 2,2 | -   | -   | 22,9 |
| 1971-1972 | Cincinnati Royals  | 73  | -   | 35,6 | 45,6 | -   | 75,5 | 4,8 | 2,7 | -   | -   | 19,2 |
| 1972-1973 | K.C. Kings         | 49  | -   | 26,2 | 45,7 | -   | 78,6 | 3,5 | 1,8 | -   | -   | 12,4 |
| 1972-1973 | Philadelphia 76ers | 30  | 30  | 34,3 | 39,3 | -   | 83,3 | 6,2 | 2,1 | -   | -   | 17,7 |
| 1973-1974 | Philadelphia 76ers | 78  | 78  | 39,0 | 42,8 | -   | 85,1 | 5,0 | 2,6 | 0,8 | 0,0 | 19,6 |
| 1974-1975 | Philadelphia 76ers | 9   | 6   | 30,3 | 42,2 | -   | 68,3 | 3,2 | 1,8 | 1,4 | 0,0 | 14,0 |
| 1974-1975 | Atlanta Hawks      | 73  | -   | 35,2 | 42,9 | -   | 76,8 | 3,4 | 2,8 | 1,1 | 0,0 | 18,9 |
| 1975-1976 | Atlanta Hawks      | 75  | -   | 27,0 | 44,1 | -   | 75,9 | 2,5 | 1,9 | 0,8 | 0,1 | 10,9 |
| 1976-1977 | Phoenix Suns       | 77  | -   | 18,5 | 43,3 | -   | 70,3 | 2,4 | 0,9 | 0,3 | 0,0 | 5,8  |
| Carriera  | Carriera           | 929 | 114 | 30,9 | 43,1 | -   | 76,2 | 4,2 | 2,2 | 0,7 | 0,1 | 15,3 |

## Palmarès
- NBA All-Rookie First Team (1966)
- NBA All-Star Game: 3

1970, 1971, 1972
- Detiene il particolare record del maggior numero di partite disputate in NBA (929) senza accedere ai play-off.